# Ascorhynchus breviscapus
Ascorhynchus breviscapus is een zeespin uit de familie Ascorhynchidae. De soort behoort tot het geslacht Ascorhynchus. Ascorhynchus breviscapus werd in 1968 voor het eerst wetenschappelijk beschreven door Stock. 